# Municipio de Illinois (condado de Sumner)
El municipio de Illinois (en inglés: Illinois Township) es un municipio ubicado en el condado de Sumner en el estado estadounidense de Kansas. En el año 2010 tenía una población de 173 habitantes y una densidad poblacional de 1,83 personas por km².

## Geografía
El municipio de Illinois se encuentra ubicado en las coordenadas 37°25′11″N 97°32′23″O / 37.41972, -97.53972. Según la Oficina del Censo de los Estados Unidos, el municipio tiene una superficie total de 94.31 km², de la cual 94,26 km² corresponden a tierra firme y (0,05 %) 0,05 km² es agua.

## Demografía
Según el censo de 2010, había 173 personas residiendo en el municipio de Illinois. La densidad de población era de 1,83 hab./km². De los 173 habitantes, el municipio de Illinois estaba compuesto por el 95,95 % blancos, el 1,16 % eran amerindios y el 2,89 % eran de una mezcla de razas. Del total de la población el 0 % eran hispanos o latinos de cualquier raza.